# Burg Freiburg
Die Burg Freiburg, besser bekannt unter dem Namen Burghaldenschloss, ist eine abgegangene Höhenburg auf dem Schlossberg bei 376,3 m ü. NN im Bereich der heutigen Ludwigshöhe über der Stadt Freiburg im Breisgau in Baden-Württemberg.

## Geschichte

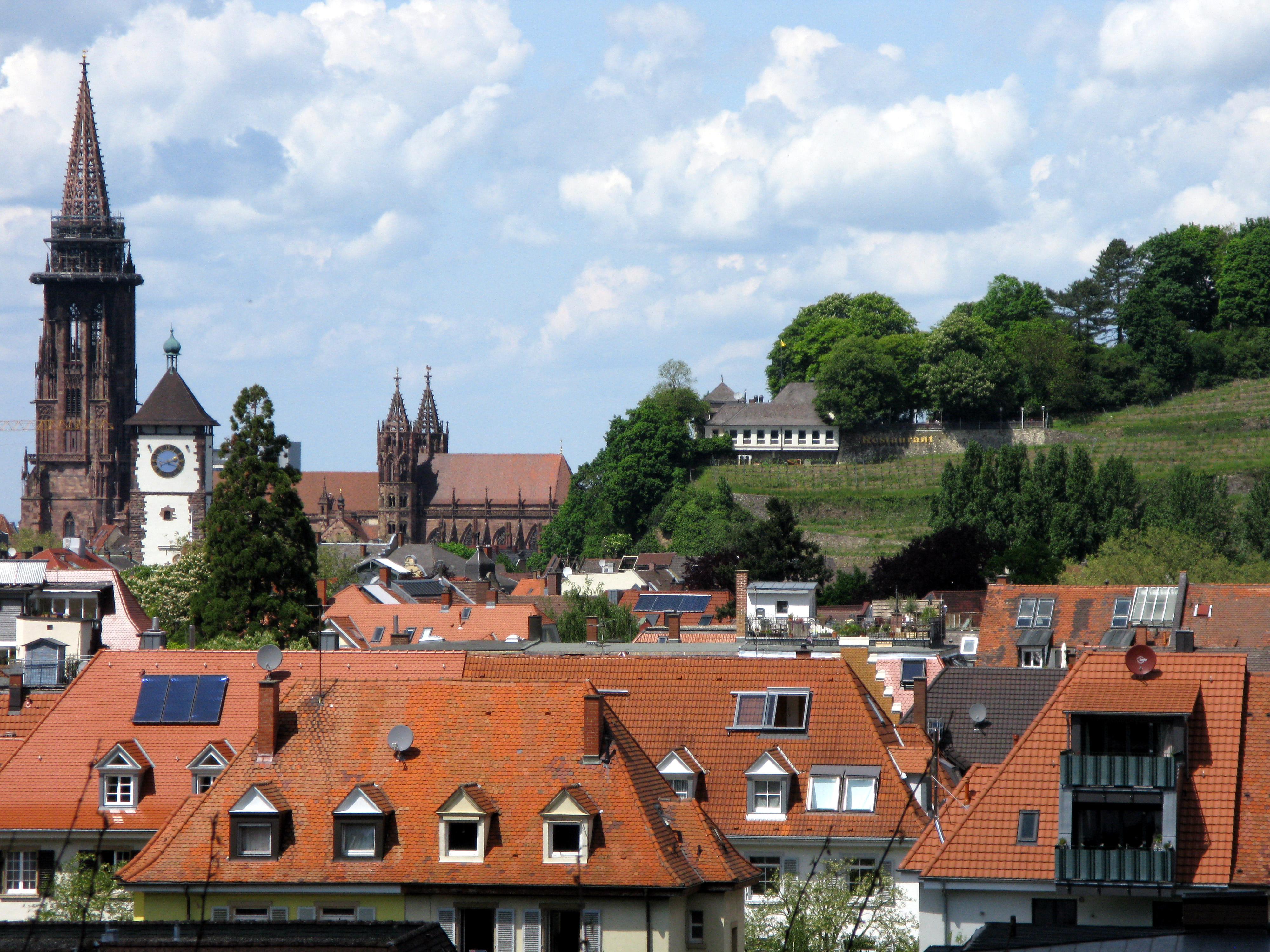
Münster und Schlossberg mit Greiffeneggschlössle von Süden

Bereits im Jahre 1091 hatte der Zähringer Herzog Berthold II. auf dem Freiburger Schlossberg das später von Hartmann von Aue besungene schöne Castrum de Friburch im romanischen Stil erbauen lassen. Des Herzogs Dienstleute und Handwerker siedelten am Fuße des Berges im Bereich der heutigen südlichen Altstadt, doch erst im Jahre 1120 verlieh sein Sohn Konrad mit Zustimmung Kaiser Heinrichs V. der Siedlung das Marktrecht und beendete damit die Gründungsphase Freiburgs. 
Die Existenz der Burg ist spätestens seit 1146 belegt, als Bernhard von Clairvaux in seinen Reisetagebüchern beschreibt, wie er apud castrum Frieburg (bei der Festung Freiburg) einen blinden Knaben heilte. Im Unterschied zur Zähringer Burg oberhalb des gleichnamigen Dorfes nördlich Freiburgs nannte man die Anlage auf dem Schlossberg das „Burghaldenschloss“. Im Laufe der Geschichte zerstörten Brände und Kriegseinwirkungen mehrfach die wehrhaften Bauten auf dem Schlossberg, welche die jeweiligen Herrscher jedoch wegen ihrer strategischen Bedeutung zum Schutze Freiburgs und zur Kontrolle des Zugangs in den Schwarzwald und das Dreisamtal immer wieder neu errichteten.
Nach dem Aussterben der Zähringer 1218 ging die Herrschaft über die Stadt Freiburg durch Erbschaft an die Grafen von Urach, die sich fortan Grafen von Freiburg nannten und im Schloss oberhalb Freiburgs residierten. Das Verhältnis zwischen den Herren und den Bürgern war häufig durch Streitigkeiten über finanzielle Leistungen der Stadt getrübt. Zweimal bemächtigten sich die Bürger Freiburgs der Burg. Im Krieg gegen ihren Stadtherrn Graf Egino II. und seinen Schwager, den Bischof von Straßburg, Konrad von Lichtenberg, setzten sie 1299 zum Schlagen einer Bresche Wurfmaschinen gegen die Burg ein. Als Graf Egino III. 1366 versuchte, nächtens mit einem Heerhaufen in die Stadt einzudringen, kam es zum Krieg, in dem die Freiburger mit Kanonen die „schönste Feste in deutschen Landen“ in Schutt und Asche legten. Danach war das Verhältnis zwischen den herrschenden Grafen von Freiburg und der Stadt völlig zerrüttet. Schließlich kaufte sich die Bürgerschaft von ihrer Herrschaft mit einer Einmalzahlung von 15.000 Mark Silber frei, um sich 1368 freiwillig dem Schutz des Hauses Habsburg zu unterstellen. Großzügig überließ der neue Herrscher, Erzherzog Leopold, den Freiburgern die Ruine auf dem Schlossberg.

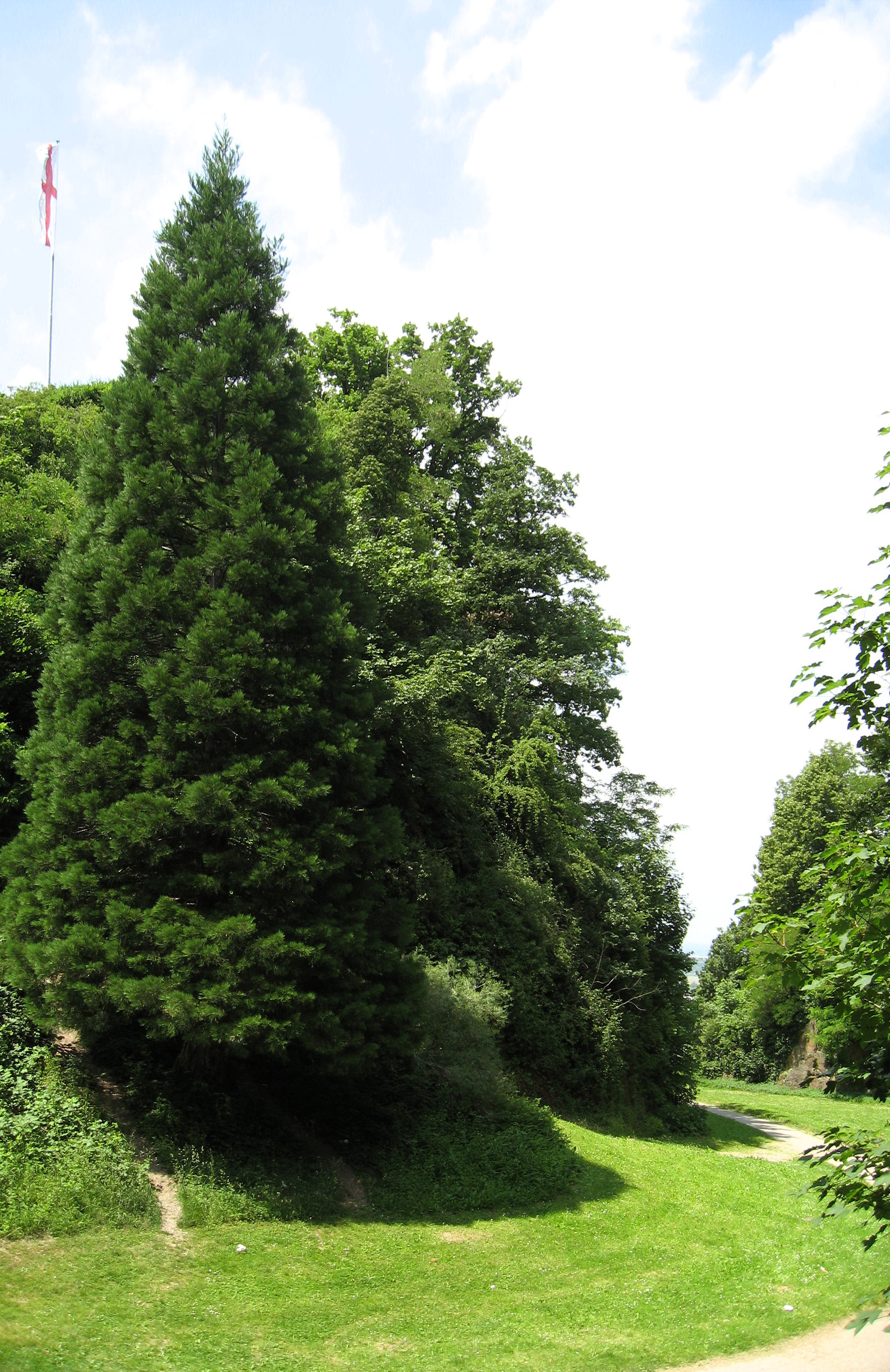
Überreste der Schlösser, Burgen und Festungen auf dem vorderen Schlossberg. Auf dem Schuttkegel links befindet sich eine Aussichtsplattform. Rechts ist der verschüttete Einschnitt des Halsgrabens zu sehen, für den der Felsen tief ausgehauen werden musste.

Die Stadt ließ die Befestigungen nur notdürftig ausbessern und so wurde die Burg im Bauernkrieg 1525 und im Dreißigjährigen Krieg eine leichte Beute der Feinde. Erst Kaiser Leopold I. baute unter Einbeziehung des Burghaldenschlosses 1668 eine Bergfestung, die „Leopoldsburg“, als Bollwerk gegen die Bedrohung des Breisgaus durch Ludwig XIV. Vergeblich, denn schon 1677 im Holländischen Krieg eroberten die Franzosen Stadt und Festung. Als anschließend 1679 die Habsburger im Frieden von Nimwegen Freiburg der Krone Frankreichs überlassen mussten, erfuhr der Schlossberg seine größten Veränderungen. Ludwig XIV. beauftragte seinen Festungsbaumeister Sébastien Le Prestre de Vauban, die Stadt Freiburg unter Einbeziehung des Schlossberges mit dem Vieux Châteaux (das alte Schloss) nach modernen Gesichtspunkten zu befestigen und als französischen Vorposten in den österreichischen Vorlanden mit einem tiefgestaffelten Festungsring zu umgeben. Im Jahre 1681 kam der König selbst mit großem Gefolge zur Inspektion der Arbeiten nach Freiburg und besuchte dabei auch den Schlossberg.
Nach dem Pfälzer Erbfolgekrieg im Frieden von Rijswijk 1697 musste Ludwig XIV. Freiburg aufgeben. Dies für die Krone Frankreich negative Ergebnis beschönigt eine französische Denkschrift wie folgt: Der König hat einige Plätze aufgegeben, die ihm nicht nützlich waren … die Stadt Freiburg war dem König nicht nützlich genug, um ihre Rückgabe als Verlust empfinden zu müssen, sie ist in den Schoß des Reichs und die Obhut des Kaisers, der zugleich ihr Landesfürst ist, zurückgekehrt.
Im Spanischen Erbfolgekrieg wurde die mit einer starken österreichischen Garnison besetzte Festung im Spätjahr 1713 erneut von französischen Truppen unter Marschall Louis Héctor de Villars belagert und eingenommen. In Rastatt wurde die Rückgabe der Festung an das Reich vereinbart, die 1715 erfolgte.
Und wieder gab es Krieg – diesmal den Österreichischen Erbfolgekrieg. Im Herbst 1744 nahmen die Franzosen als Verbündete Friedrichs des Großen Freiburg nochmals ein. Ludwig XV. verfolgte persönlich vom Lorettoberg aus die Fortschritte bei der Belagerung der Stadt und wäre fast von einer verirrten Kanonenkugel der Verteidiger getroffen worden. Ein Jahr später, im Frieden von Dresden, kam Freiburg wieder zu den Habsburgern. Bevor die Franzosen jedoch die Stadt räumten, zerstörten sie die Vaubanschen Festungswerke so gründlich, dass von der ehemaligen Burganlage, deren Hauptteil ein durch Abbildungen überlieferter Donjon bildete, nur noch ein Schuttkegel und der Halsgraben erhalten sind. In den folgenden Jahrzehnten bedeckte, als Folge der umfangreichen Zerstörungen von Burganlagen sowie der die Stadt umgebenden Befestigungsanlagen, ein riesiges Trümmerfeld den Schlossberg und die Stadt.